# Wyrd Sisters
Wyrd Sisters er den 6. bog i Terry Pratchetts Diskverden-serie. Bogen blev udgivet i 1988, men er endnu ikke udgivet på dansk.
Bogen er i England blevet filmatiseret som tegnefilm i 1997, hvor Christopher Lee lægger stemme til Døden.

## De Sære Søstre i Harry Potter
Det engelske navn for De Sære Søstre, the Weird Sisters, bandet der spiller Lav Hippogriffen! i film versionen af Harry Potter og Flammernes Pokal, går på unavngivet på grund af en retssag med det canadiske folkeband Wyrd Sisters. De Sære Søstre er kun introduceret som Bandet der ikke behøver at blive introduceret.
| Bog | Spire Denne artikel om bøger og tidsskrifter er en spire som bør udbygges. Du er velkommen til at hjælpe Wikipedia ved at udvide den. |